# MTS-Häuser (Martinskirchen)
Die einstigen MTS-Häuser sind ein unter Denkmalschutz befindliches Gebäudeensemble im Ortsteil Martinskirchen der südbrandenburgischen Kleinstadt Mühlberg/Elbe im Landkreis Elbe-Elster. Hier sind sie in der Hauptstraße in unmittelbarer Nachbarschaft der örtlichen aus dem 18. Jahrhundert stammenden historischen Schlossanlage zu finden. Im örtlichen Denkmalverzeichnis sind sie unter der Erfassungsnummer 09135427 verzeichnet.

## Baubeschreibung und Geschichte
Bei den MTS-Häusern handelt es sich um vier in den Jahren von 1954 bis 1957 entstandene zweigeschossige Mehrfamilienhäuser mit Satteldach. Zwar war es erst im Oktober 1952 zur Gründung der LPG Fortschritt in Martinskirchen gekommen, welche zunächst 206 Hektar landwirtschaftliche Fläche bewirtschaftete, aber im Schloss beziehungsweise im nun ehemaligen Rittergut war bereits 1949 eine Maschinen- und Traktorenstation, kurz MTS, eingezogen. Außerdem entstanden Anfang der 1950er Jahre nahe dem Schloss ein Gebäude mit Speisesaal und eine Großküche, die für die Versorgung von 250 Personen ausgelegt war.
Ein weiteres Baudenkmal in Martinskirchen ist neben den MTS-Häusern und der Schlossanlage auch die örtliche Dorfkirche. Ein in ihrer Nachbarschaft befindliches Sühnekreuz ist außerdem als Bodendenkmal registriert.